# Lyas
Lyas é uma comuna francesa na região administrativa de Auvérnia-Ródano-Alpes, no departamento de Ardèche. Estende-se por uma área de 7,95 km². Em 2010 a comuna tinha 620 habitantes (densidade: 78 hab./km²).